# Dulcimer appalachiano
Il dulcimer appalachiano (chiamato anche "dulcimer di montagna") è uno strumento cordofono a pizzico, appartenente alla famiglia dei liuti. Ha da 3 a 5 corde, ed è originariamente usato nella regione appalachiana degli Stati Uniti. Il corpo estende la lunghezza della tastiera e la sua vibrazione è generalmente diatonica.

## Fattura
Il dulcimer appalachiano è uno dei salteri a cassa e, come la chitarra steel, ha una tavola piatta su cui è posizionata direttamente la tastiera, oltre alle 3 o 5 corde. La maggior parte degli strumenti è soltanto diatonica; alcuni hanno anche dei tasti extra per alcuni semitoni, quindi è possibile suonare più di un tasto. Attualmente ci sono anche strumenti con tasti cromatici. La sintonia è quindi adatta alla rispettiva melodia; le accordature comuni sono: re - la - la (- la), re - la - re' (- re') o re - la - do' (- do').

## Origini e storia
Il dulcimer appalachiano arrivò in America principalmente con gli immigrati anglosassoni dall'Europa ed era particolarmente diffuso negli Appalachi. I liuti di droni europee correlate sono lo hummel (Svezia), la spinetta dei Vosgi (Francia) e il langeleik (Norvegia). Negli anni sessanta fu riscoperto dal movimento popolare e conobbe un aumento di popolarità fino alla metà degli anni settanta. Viene suonato principalmente nella musica antica, popolare, country e medievale. Soprattutto il musicista folk Jean Ritchie ha presentato il dulcimer a un vasto pubblico e a molti altri musicisti. La canadese Joni Mitchell si è accompagnata col dulcimer appalachiano in molte delle sue canzoni, tra cui A Case of You nel suo album Blue del 1971. Brian Jones, il chitarrista dei Rolling Stones, ha suonato il dulcimer appalachiano in alcune canzoni, tra cui I Am Waiting e Lady Jane tratte dall'album Aftermath del 1966. Anche Greg Lake (cantante, bassista e chitarrista dei gruppi progressive rock King Crimson ed Emerson, Lake & Palmer) ha usato il dulcimer appalachiano, mentre quello martellato l'ha suonato il batterista Carl Palmer (altro membro degli ELP).

## Tecnica
Il suonatore tiene lo strumento su un piano orizzontale o sulle sue ginocchia. Le corde sono afferrate dall'alto. Possono essere pizzicate individualmente come su una chitarra (pizzicamento delle dita) o simultaneamente con un plettro. Sebbene possano essere suonati anche accordi semplici, la melodia viene spesso suonata solo sulla corda più alta e le corde basse vengono usate come droni. È diffusa anche una variazione di questa tecnica esecutiva, in cui la melodia viene suonata sul dulcimer appalachiano (simile a una slide guitar) con una bacchetta di bambù. A differenza della slide guitar la bacchetta di bambù è, tuttavia, posizionata tra i tasti e premuuta. È anche possibile un suono glissato con un bottleneck ("collo di bottiglia" in inglese) di vetro o di metallo. Questa tecnica di esecuzione è particolarmente interessante perché rende accessibili molti toni intermedi altrimenti intangibili sul dulcimer appalachiano.

## Letteratura
- (EN)  Randall Armstrong The Adaptable Appalachian Dulcimer. In: Musical Education Journal, Vol. 66, No. 6, febbraio 1980, pag. 38 – 41 (Sage Publication)
- (EN)  L. Allen Smith: Toward a Reconstruction of the Development of the Appalachian Dulcimer: what the Instruments Suggest. In: The Journal of American Folklore, Vol. 93, No. 370. American Folklore Society, ottobre – dicembre 1980, pag. 385 – 396